# Opatowiec (województwo wielkopolskie)
Opatowiec – kolonia w Polsce położona w województwie wielkopolskim, w powiecie kępińskim, w gminie Łęka Opatowska. Miejscowość wchodzi w skład sołectwa Piaski.
W latach 1975–1998 miejscowość należała administracyjnie do województwa kaliskiego.